# Надпорожье (Череповецкий район)
Надпорожье — село в Череповецком районе Вологодской области.
Входит в состав Воскресенского сельского поселения (с 1 января 2006 года по 8 апреля 2009 года входило в Ивановское сельское поселение), с точки зрения административно-территориального деления — в Ивановский сельсовет.
Расстояние до районного центра Череповца по автодороге — 65 км, до центра муниципального образования Воскресенского по прямой — 22 км. Ближайшие населённые пункты — Иванцево, Котово, Троицкое.
По переписи 2002 года население — 89 человек (44 мужчины, 45 женщин). Всё население — русские.

## Инфраструктура
В поселке расположены:почтовое отделение, продуктовый магазин, заброшенный православный храм.